# Jake DeRosier
Jacob "Jake" DeRosier (Quebec, 1880 - 1912) was een Canadees motorcoureur en een van de eerste fabriekscoureurs. Hij reed voor de Amerikaanse merken Indian en Excelsior.

## Beginjaren
Toen hij vier jaar oud was verhuisde Jake DeRosier naar de Verenigde Staten. Als tiener deed hij aan wielrennen. Toen de Franse coureur en constructeur Henri Fournier Amerika bezocht en zijn gangmaakmotoren demonstreerde raakte DeRosier in de ban van motorfietsen. Jake DeRosier werd in 1901 een van de eerste motorcoureurs. Hij verwierf bekendheid door zijn gedurfde rijstijl en zijn overwinningen, maar ook doordat hij snel herstelde van zijn vele verwondingen. Hij was klein en licht, en daardoor uitermate geschikt voor de toen nog vrij zwakke motorfietsen.

## Fabrieksrijder voor Indian
Nadat hij het door de Federation of American Motorcyclists georganiseerde nationale kampioenschap in 1908 in Patterson (New Jersey) gewonnen had werd hij gecontracteerd door de Hendee Mfg Co en ging hij elke week races rijden. Hij behaalde honderden overwinningen in board track races, die gereden werden op houten banen en waarbij de rijders zware verwondingen konden oplopen als ze tegen de boarding reden of vielen waardoor grote splinters voor verwondingen zorgden. In 1909 nam hij deel aan de FAM meeting op de Indianapolis Motor Speedway. In die tijd werd hij in de kranten al "wereldkampioen" genoemd. Het wereldkampioenschap wegrace zou pas in 1949 ontstaan, maar ook in de jaren nul werd de titel zowel in Europa als in Amerika aan rijders toegekend. In Indianapolis raakte hij bijna dodelijk gewond in een wedstrijd tegen de Californische toprijder Ed Lingenfelder. Zijn bloedingen duurden een week. Tegen het advies van zijn arts in startte hij een paar weken later in Lowell, New Jersey. In 1910 zette hij het snelheidsrecord van de FAM op 79,6 mph (128,1 km/h). Op 7 februari 1911 reed hij 90 mijlen om het FAM record van 1 tot 100 mijl te breken. In juni 1911 nam hij deel aan de TT van Man. Hij viel een aantal keren tijdens de trainingen op het 60 km lange circuit, dat voor het eerst werd gebruikt en voor buitenlandse coureurs bijzonder moeilijk te leren was. Toch zette hij in de race de snelste ronde, reed ook aan de leiding, maar hij viel bij de nadering van Ramsey. Voor het team van Indian werd de race desalniettemin een succes, want de eerste drie coureurs reden een Indian: Oliver Godfrey, Charles Franklin en Arthur Moorhouse. DeRosier revancheerde zich door enkele weken later de Britse topcoureur Charlie Collier te verslaan op het hogesnelheidscircuit van Brooklands. Hij reed er een nieuwe recordronde van 88,7 mph (142,7 km/h).

## Fabrieksrijder voor Excelsior
Na zijn terugkeer uit Engeland kreeg hij een meningsverschil met George M. Hendee, een van de oprichters van Indian, waardoor hij werd ontslagen. Hij werd onmiddellijk gecontracteerd door de Excelsior Motor Mfg and Supply Co in Chicago. Voor Excelsior reed hij een snelheidsrecord op de kilometer van 94 mph (151,3 km/h).

## Verwondingen en overlijden
Tijdens zijn vrij korte carrière bracht DeRosier veel tijd door met het herstellen van zijn verwondingen. Hij brak zijn linkerbeen drie keer, zijn linkeronderarm één keer, een rib moest worden verwijderd, hij liep een schedelbreuk op, scheurde een ader en had veel brandwonden aan zijn benen door brandende motorblokken. op 12 maart 1912 raakte hij bij een Board track race zwaargewond aan zijn linkerbeen en heup. Hij onderging drie operaties en op 25 februari overleed hij aan de complicaties van de laatste operatie. Dat was voor Indian-eigenaar Carl Oscar Hedstrom reden om motorfietsen de rug toe te keren. Op de dag van de begrafenis van Jake DeRosier verliet hij het bedrijf.